# Yucaipa (Kalifornia)
Yucaipa város az USA Kalifornia államában, San Bernardino megyében. Lakosainak száma 54 542 fő (2020. április 1.).

## Népesség
A település népességének változása:

| 2010 | 51 367 |
| 2020 | 54 542 |